# 东川灯心草
东川灯心草（学名：Juncus dongchuanensis）是灯心草科灯心草属的植物，为中国的特有植物。分布在中国大陆的云南省等地，生长于海拔2,500米至2,700米的地区，常生于路边山坡草丛中，目前尚未由人工引种栽培。